# Club Baloncesto Plasencia
El Club Baloncesto Plasencia Ambroz es un equipo de baloncesto español con sede en la ciudad de Plasencia. Disputa sus partidos en el Pabellón Ciudad de Plasencia, con capacidad para 2300 espectadores. Actualmente, compite en la Primera División Nacional extremeña.

## Historia
El Club Baloncesto Plasencia Ambroz fue fundado en 1978 como consecuencia de la fusión de los clubes Centro Juventud y La Salle. El equipo ha militado durante muchos años en Liga EBA y durante varios años en la LEB Plata y en la LEB Oro (por entonces Liga LEB), donde consiguió sus mayores logros. El club posee 8 Copas de Extremadura.
Disputaron la fase de ascenso a la Liga ACB celebrada en Gijón en la temporada 1994-1995, fueron subcampeones de la Copa Príncipe celebrada en Zaragoza en el año 2004, quedando ese año 3º en la clasificación y luchando de nuevo por el ascenso a la Liga ACB, en unos inolvidables enfrentamientos contra el CAI Zaragoza entrenado por Alfred Julbe. En la temporada anterior (2002-2003), fueron subcampeones de la Copa LEB-2 celebrada en Plasencia.
El Club Baloncesto Plasencia Ambroz, después de cinco años militando en la Liga EBA por problemas económicos, retornó con toda su ilusión a la LEB Plata (3ª categoría del baloncesto español) en la temporada 2017-18. Después de dos años en LEB Plata, al término de la 2018-19 descendió a la Liga EBA.
Finalmente en la temporada 2019-20 no se inscribió en la Liga EBA, descendiendo a Primera División Nacional extremeña. 

## Nombres
- Plasencia (hasta 2003)
- Plasencia Galco (2003- 2008)
- Plasencia Extremadura (2008-2015)
- Cintra Plasencia (2015-2017)
- CB Extremadura Plasencia (2017–2019)
- Electromercantil CB Plasencia (2019–2022)
- Fundación Ceerem CB Plasencia (2022–2024)
- Electromercantil CB Plasencia (2024–)

## Temporadas
| Temporada | Nivel | División     | Pos. | Postemporada             | TR    | PO  | Copa          | Copa |
| --------- | ----- | ------------ | ---- | ------------------------ | ----- | --- | ------------- | ---- |
| 1993-94   | 2     | 1.ª División | 27.º | –                        | 13-17 | –   |               |      |
| 1994-95   | 2     | Liga EBA     | 4.º  | Cuartos final            | 16-10 | 6-5 |               |      |
| 1995-96   | 2     | Liga EBA     | 2.º  | Tercera fase             | 18-6  | 4-4 |               |      |
| 1996-97   | 3     | Liga EBA     | 3.º  | Octavos final            | 20-6  | 4-3 |               |      |
| 1997-98   | 3     | Liga EBA     | 1.º  | Octavos final            | 23-3  | 2-3 | Copa EBA      | 3.º  |
| 1998-99   | 3     | Liga EBA     | 3.º  | Fase clasificación       | 21-9  | 0-3 |               |      |
| 1999-00   | 3     | Liga EBA     | 10.º | Ascenso                  | 11-15 | –   |               |      |
| 2000-01   | 3     | LEB 2        | 9.º  | –                        | 16-14 | –   |               |      |
| 2001-02   | 3     | LEB 2        | 9.º  | –                        | 15-15 | –   |               |      |
| 2002-03   | 3     | LEB 2        | 1.º  | Semifinal (3.º)/ Ascenso | 21-9  | 4-5 | Copa LEB 2    | SC   |
| 2003-04   | 2     | LEB          | 3.º  | Cuartos final (5.º)      | 21-13 | 2-3 | Copa Príncipe | SC   |
| 2004-05   | 2     | LEB          | 11.º | –                        | 15-19 | –   |               |      |
| 2005-06   | 2     | LEB          | 18.º | Descenso                 | 11-23 | –   |               |      |
| 2006-07   | 3     | LEB 2        | 12.º | –                        | 15-19 | –   |               |      |
| 2007-08   | 3     | LEB Plata    | 9.º  | Cuartos final (9.º)      | 17-17 | 0-2 |               |      |
| 2008-09   | 3     | LEB Plata    | 9.º  | Cuartos final (9.º)      | 16-14 | 0-3 |               |      |
| 2009-10   | 3     | LEB Plata    | 7.º  | Cuartos final (7.º)      | 16-14 | 1-3 |               |      |
| 2010-11   | 3     | LEB Plata    | 7.º  | Cuartos final (7.º)      | 15-13 | 0-3 |               |      |
| 2011-12   | 3     | LEB Plata    | 11.º | Descenso                 | 8-16  | –   |               |      |
| 2012-13   | 4     | Liga EBA     | 1.º  | Fase final (7.º)         | 10-4  | 2-1 |               |      |
| 2013-14   | 4     | Liga EBA     | 2.º  | Fase final (14.º)        | 17-5  | 0-3 |               |      |
| 2014-15   | 4     | Liga EBA     | 6.º  | –                        | 12-14 | –   |               |      |
| 2015-16   | 4     | Liga EBA     | 1.º  | Fase final (14.º)        | 20-4  | 0-3 |               |      |
| 2016-17   | 4     | Liga EBA     | 11.º | Ascenso                  | 10-12 | –   |               |      |
| 2017-18   | 3     | LEB Plata    | 11.º | –                        | 12-18 | –   |               |      |
| 2018-19   | 3     | LEB Plata    | 20.º | Descenso                 | 15-19 | –   |               |      |
| 2019-20   | 5     | 1.ª División | 9.º  | –                        | 1-15  | –   |               |      |
| 2020-21   | –     | –            | –    | –                        | –     | –   |               |      |
| 2021-22   | 5     | 1.ª División | 6.º  | –                        | 8-8   | –   |               |      |
| 2022-23   | 5     | 1.ª División | 5.º  | –                        | 12-7  | –   |               |      |
| 2023-24   | 5     | 1.ª División | 5.º  | –                        | 7-9   | –   |               |      |
| 2024-25   | 5     | 1.ª División | 8.º  | –                        | 2-14  | –   |               |      |

## Palmarés

### Liga
- Liga EBA

-   -  Campeón Grupo D (2): 2013, 2016
  -  Campeón Grupo Sur (1): 1998

- LEB-2

-   - Semifinales (1): 2003

### Copa
- Copa Príncipe

-   - Subcampeón (1): 2004

- Copa LEB-2

-   - Subcampeón (1): 2003

### Copa Comarcal
- Copa Extremadura

-   -  Campeones (8): 2002, 2003, 2004, 2005, 2006, 2007, 2009, 2010

## Jugadores destacados
| - Rodrigo Hernández - Sandro Gacić - Michel Mendes - Karl Niamamoukoko - Marko Proleta - Geoffrey Silvestre - Jiří Okáč - Mario Álvarez - José María Balmón - Jonathan Barceló - Pablo Bayle - Juanjo Bernabé - Kike Blanco - Pedro Blázquez - Carlos Braña - Antonio Bustamante - Carlos Canals - Javier Cardito - Jesús Cilla - Miguel Ángel Conejero - Añaterve Cruz - Marc Cuesta - Roberto de la Rosa - Chema del Río - Joan Faner - Pedro Fariña | - Nacho Fort - Adrián Fuentes - Adrián García - Julián Garrote - Pichi Hidalgo - Rubén Ibeas - Joseba Iglesias - Pablo Montero - Jorge Lledó - Isaac López - Rubén Martínez - Juanmi Morales - Antonio Morón - Álvaro Palacios - Chus Poves - Aleix Prat - Fran Robles - Alberto Rodríguez - Álex Ros - Guillem Rubio - Roberto Rueda - Pedro Sala - Rodrigo San Miguel - Kike Serrano - Javier Simón - Marc Solà | - Juanjo Triguero - Federico Uclés - Néstor Zamora - Robert Valge - Dave Darase - Giannis Efremidis - Babis Paraskevaidis - Cuthbert Victor - Rokas Grinius - Marko Sekulić - Lars Jansen - Seydou Aboubacar - Adam Pisarczyk - Jose Almeida - Mário Fernandes - Claudio Fonseca - Serigne Seck - Uglješa Bogdanović - Kerry Blackshear - Jason Blair - Raheim Brown - Kristian Clarkson - Cliff Clinton - Darius Cook - James Forrest | - Alex Greven - Justin Hamilton - Caleb Hardy - Adam Herman - Erik Kinney - Jay Joseph - Clayton Longmire - Todd Merritt - Rodney Monroe - Lamont Morgan - Yohance Nicholas - Johnny Phillips - Kevin Phillips - Dylan Poston - Zavian Smith - Terrence Stewart - Tony Tate - Andrais Thornton - Hakeem Ward - Fitzgerald White - Nigel Wyatte - Mark Zoller - Martín Calvo - Alejandro Alloatti - Mariano Castets - Gabriel Domínguez | - Diego Ferrero - Nicolás Gianella - Guilherme Gitterer - Leandro Oliveira - Marcos de Souza - Roy Kruiswyk - Shawn Hill - Richard Peters - Edward Santana - Temur Kiknadze - Raphael Török - Mladen Lončarević - Howard Brown - Andre Howard - Dominick Martin - Albert Myles - Trelonnie Owens - Javier Blanco Sánchez |